# Érd NK
Érd NK es un club de balonmano femenino de la localidad húngara de Érd. En la actualidad juega en la Liga de Hungría de balonmano femenino.

## Plantilla 2019-20
|  | Porteras - 13 Kinga Janurik - 97 Julie Foggea Extremos derechos - 33 Katarina Krpež Šlezak - 32 Réka Király - 3 Alexandra do Nascimento Extremos izquierdos - 93 Szonja Gávai - 53 Natalie Schatzl - 91 Réka Bíziková Pívots - 8 Laura Szabó - 14 Anett Kisfaludy - 3 Armilla Simon | Laterales izquierdos - 51 Markéta Jeřábková - 46 Gabriella Landi - 43 Rita Termány Centrales - 24 Jovana Kovačević - 96 Gabriella Tóth Laterales derechos - 9 Jelena Lavko - 23 Nikolett Kiss |